# Raccordo parabolico
Un raccordo parabolico è un tratto di linea ferroviaria, di lunghezza variabile, che si interpone fra un tratto in rettifilo e una curva, o fra due curve di raggio diverso.

## Generalità
Nella progettazione sia delle strade che delle linee ferroviarie, il passaggio da un tratto rettilineo ad un tratto in curva non può essere effettuato semplicemente prevedendo che il rettilineo risulti tangente alla curva stessa. In questo modo infatti un veicolo che si trovasse a percorrere questa linea, si troverebbe all'improvviso sottoposto ad un'accelerazione centrifuga, dipendente dalla velocità e dal raggio della curva. In altre parole subirebbe un contraccolpo o strappo, ovverosia una variazione di accelerazione centrifuga nel tempo, che in questo caso non sarebbe progressiva, bensì puntuale.
Questo innanzitutto provocherebbe un notevole decadimento del comfort di marcia per il passeggero, costretto a subire questi contraccolpi. In aggiunta avrebbe anche conseguenze sui veicoli ferroviari, che subirebbero urti e sollecitazioni che danneggerebbero a lungo termine i veicoli stessi. L'infrastruttura stessa inoltre subirebbe sollecitazioni dannose. Infine non sarebbe possibile inserire gradualmente la sopraelevazione: questo implicherebbe la presenza di tratti in rettilineo con sopraelevazione non nulla e tratti in curva con sopraelevazione insufficiente.
In sede di progetto quindi si prevede un raccordo di transizione, dove il raggio di curvatura decresce progressivamente da un primo valore (pari a {\displaystyle \infty } in caso di rettilineo), al valore finale che coincide con quello della curva a raggio fisso. Esistono diversi tipi di raccordi, che si basano su diverse ipotesi (variazioni lineare o sinusoidale della curvatura), tuttavia i due raccordi più comuni sono la clotoide, utilizzata per le infrastrutture stradali, e la parabola cubica, utilizzata nelle ferrovie.

## Trattazione analitica
L'espressione della parabola cubica utilizzata dalle FS è la seguente:
{\displaystyle y={\frac {x^{3}}{6\cdot R\cdot L}}}
dove R è il raggio finale, pari a quello della curva nella quale si sta iscrivendo il raccordo, e L è la lunghezza totale del raccordo parabolico. Questa lunghezza deve essere nota, e viene determinata col procedimento illustrato nel prossimo paragrafo.

### Dimensionamento del raccordo parabolico
La lunghezza minima del raccordo parabolico viene determinata da tre condizioni:
- massimo contraccolpo;
- massima velocità di rollio (cioè velocità di rotazione) del veicolo intorno all'asse longitudinale; come alternativa alla velocità di rollio, si può ricorrere alla velocità di sollevamento, pari alla componente verticale della velocità con cui si solleva la rotaia esterna, percorrendo il raccordo di sopraelevazione
- massima sovrapendenza della rampa di sopraelevazione, pari a 3 mm/m, anche se in genere si preferisce non superare i 2 mm/m.

Tali limiti, a seconda dei ranghi, sono riportati nella seguente tabella:
| Rango | {\displaystyle a_{nc}} [m/s²] | {\displaystyle \Psi } [m/s³] | {\displaystyle \Omega } [rad/s] | {\displaystyle Vs} [mm/s] |
| A     | 0,6                           | 0,25                         | 0,036                           | 54                        |
| B     | 0,8                           | 0,35                         | 0,036                           | 57                        |
| C     | 1,0                           | 0,40*                        | 0,040                           | 60                        |

*eccezionalmente e temporaneamente si può arrivare fino al valore di 0,6 m/s³
Tabella in cui {\displaystyle a_{nc}}è l'accelerazione non compensata, {\displaystyle \Psi } è il contraccolpo (altre volte indicato con {\displaystyle c}, derivata prima dell'accelerazione centrifuga), ed {\displaystyle \Omega } è la velocità di rollio o di rotazione del veicolo intorno all'asse longitudinale. {\displaystyle Vs} è la velocità di sollevamento.
La lunghezza minima del raccordo parabolico sarà quindi quella che soddisferà le tre condizioni.

### Iscrizione del raccordo parabolico
In genere durante la progettazione l'iscrizione del raccordo parabolico è un problema che non viene immediatamente affrontato. Normalmente viene individuato un primo tracciato composto solo da curve a raggio fisso e da rettifili, e solo successivamente viene inserito il raccordo parabolico. L'iscrizione del raccordo parabolico provoca necessariamente uno spostamento della curva: nella progettazione di linee ferroviarie per questa traslazione viene seguito normalmente il metodo del centro conservato. In altre parole la curva prima e dopo l'iscrizione del raccordo parabolico mantiene il suo centro originario, per cui una sua traslazione ne modifica inevitabilmente il raggio. In realtà questa traslazione è sempre molto piccola, nell'ordine delle decine di centimetri. Può arrivare ad assumere valori più elevati (prossimi al metro) solo in caso di raccordi parabolici particolarmente lunghi associati a curve a piccolo raggio. Questa situazione si presenta in pratica solo in caso di sopraelevazioni elevate (prossime al limite dei 16 cm). È ovvio che comunque queste variazioni siano piccole in proporzione all'entità dei raggi di curvatura in gioco, e hanno un'influenza insignificante sui valori di accelerazione non compensata. Per questo motivo le verifiche su velocità e accelerazioni possono essere effettuate senza problemi prima dell'iscrizione del raccordo parabolico.